# Orphan Black
Pour les articles homonymes, voir Orphan.
Orphan Black ou Sans origine : Orphan Black au Québec est une série télévisée canadienne en cinquante épisodes de 42 minutes créée par Graeme Manson et John Fawcett diffusée entre le 30 mars 2013 et le 12 août 2017 sur Space et en simultané aux États-Unis sur BBC America, puis rediffusée depuis le 16 août 2013 sur le réseau CTV.
En France, les deux premières saisons ont été diffusées à partir du 20 novembre 2013 sur Numéro 23,, puis rediffusées à partir du 25 mars 2014 sur Syfy France. Depuis la saison trois, la série a été acquise par Netflix et y est disponible depuis le 21 juillet 2015. Au Québec, elle est diffusée depuis le 27 mai 2014 sur Ztélé et dans les autres pays francophones, elle est diffusée depuis le 21 juillet 2015 sur leurs services Netflix respectifs.

## Synopsis
Sarah Manning, une jeune voleuse sans le sou et orpheline, assiste par hasard au suicide d’une femme, Beth Childs, qui lui ressemble comme deux gouttes d’eau. Décidant d’endosser son identité, Sarah découvre que Beth était détective et possédait un compte d’épargne. Elle en profite pour effacer sa propre existence, allant jusqu’à simuler sa mort, dans l’espoir de récupérer la garde de sa fille, Kira, actuellement sous la responsabilité de sa mère adoptive, Mme S. Cette dernière accepte de lui rendre l’enfant à condition que Sarah prouve qu’elle peut subvenir à leurs besoins.
Mais en explorant la vie de Beth, Sarah découvre un secret bouleversant : elles ne sont pas des jumelles, mais des clones. Elle réalise qu’elle fait partie d’un vaste groupe de clones disséminés en Amérique du Nord et en Europe. Parmi eux, elle rencontre Cosima Niehaus, une brillante généticienne, et Alison Hendrix, une mère au foyer vivant en banlieue, avec qui elle tisse des liens de solidarité. Cependant, une autre clone, Helena, manipulée pour tuer ses semblables, traque Sarah et les autres, ajoutant une menace supplémentaire.
Dans sa quête de vérité, Sarah se retrouve prise dans un affrontement entre deux puissantes factions. D’un côté, l’institut Dyad, un consortium de biotechnologie lié à la création des clones, qui tente de récupérer ses « sujets » pour exploiter leurs secrets. De l’autre, les Prolétiens, une secte fanatique qui considère les clones comme une abomination et les pourchasse sans relâche. Ces deux groupes redoublent d’efforts lorsqu’ils découvrent que Sarah a une fille biologique, un fait censé être impossible, les clones ayant été conçus pour être stériles.
Tiraillée entre la fuite, les manipulations de ces entités et ses propres recherches, Sarah, avec l’aide des autres clones qu’elle considère désormais comme des sœurs, s’efforce de dévoiler la vérité sur leurs origines tout en protégeant Kira et leur fragile communauté.

## Distribution

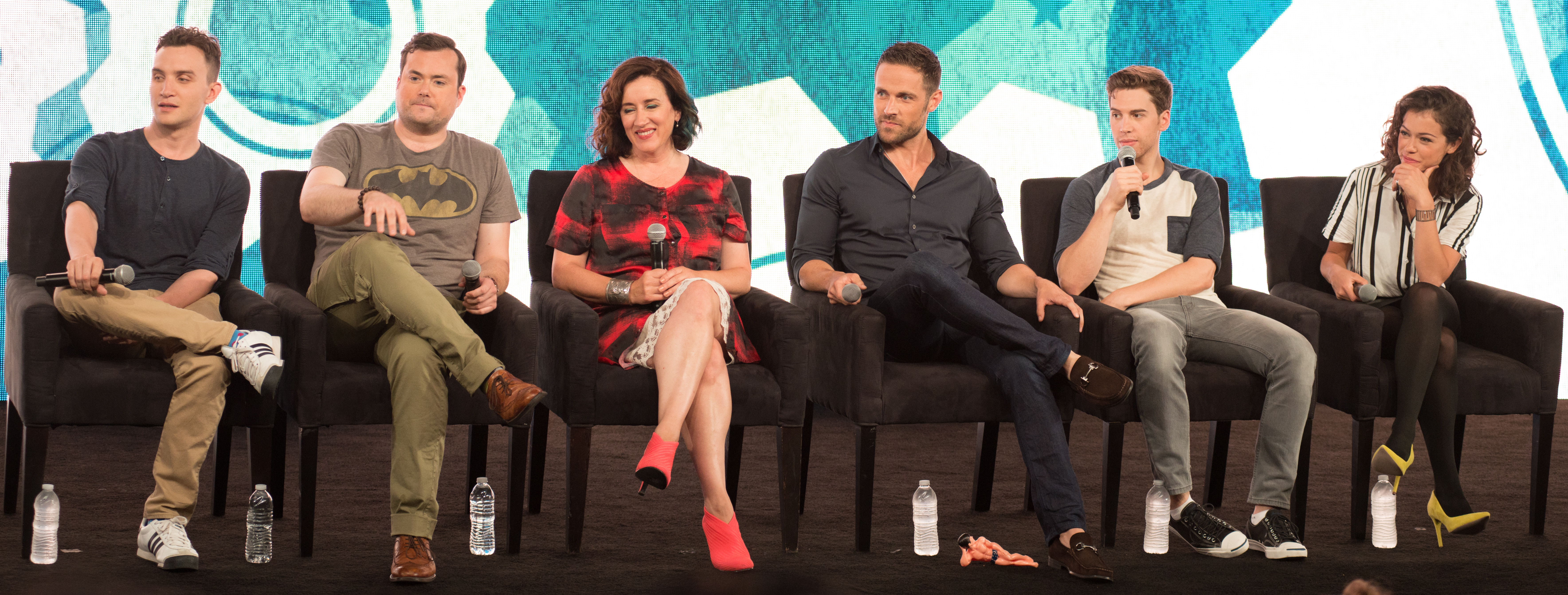
acteurs principaux de Orphan Black, de gauche à droite: Ari Millen, Kristian Bruun, Maria Doyle Kennedy, Dylan Bruce, Jordan Gavaris, et Tatiana Maslany.

### Acteurs principaux
- Tatiana Maslany (VFB : Audrey d'Hulstère) : Sarah Manning / Elizabeth « Beth » Childs / Cosima Niehaus / Alison Hendrix / Helena / Rachel Duncan / Katja Obinger / Danielle Fournier / Aryanna Giordano / Janika Zingler / Jennifer Fitzsimmons / Tony Sawicki / Krystal Goderitch / MK (Veera Suominen) / Niki / Miriam Johnson / Camilla Torres
- Jordan Gavaris (VFB : Gauthier de Fauconval) : Felix « Fee » Dawkins, frère adoptif de Sarah
- Dylan Bruce (VFB : Laurent Bonnet) : Paul Dierden, petit-ami de Beth et son contrôleur, puis petit-ami de Sarah pendant un temps (régulier saisons 1 à 3, invité saison 4)
- Maria Doyle Kennedy (VFB : Manuela Servais ; puis France Bastoen (saison 5)) : Siobhan Sadler, surnommée Mme S., mère adoptive de Sarah et Felix et s'occupe régulièrement de Kira
- Kevin Hanchard (en) (VFB : Mathieu Moreau ; puis Nicolas Matthys (saison 5)) : Arthur « Art » Bell, coéquipier de Beth
- Michael Mando (VFB : Erico Salamone) : Victor Schmidt, surnommé Vic, ex petit-ami de Sarah (régulier saison 1, récurrent saison 2)
- Evelyne Brochu (VFB : Séverine Cayron) : Dre Delphine Cormier, contrôleur de Cosima et sa petite-amie (récurrente saisons 1 et 5, régulière saisons 2 et 3, invitée saison 4)
- Kristian Bruun (VFB : Philippe Allard) : Donnie Hendrix, mari d'Alison et son contrôleur (récurrent saisons 1 et 2, régulier saisons 3 à 5)
- Ari Millen (VFB : Pierre Lognay) : Mark Rollins / Rudy / Miller / Seth / Ira / Parsons (récurrent saison 2, régulier saisons 3 à 5)
- Josh Vokey (VFB : Alessandro Bevilacqua) : Scott Smith, étudiant et ami de Cosima, qui travaille ensuite au DYAD avec Cosima et Delphine (récurrent saisons 1 à 3, régulier saisons 4 et 5)

## Production

### Préproduction
En juin 2012, Space commande la série, en association avec BBC Worldwide. En septembre 2012, Tatiana Maslany décroche le rôle principal. Le 23 octobre 2012, le reste de la distribution est dévoilé alors que la production débute à Toronto. Le 2 mai 2013, la série a été renouvelée pour une deuxième saison de dix épisodes,. La production de la deuxième saison a débuté en septembre 2013, ajoutant Michiel Huisman, Peter Outerbridge et Ari Millen à la distribution. Le 9 juillet 2014, la série est renouvelée pour une troisième saison, prévue pour le printemps 2015.La production a repris en octobre 2014, ajoutant Kyra Harper, Ksenia Solo, Earl Pastko (en), Justin Chatwin et James Frain à la distribution.Le 7 mai 2015, la série est renouvelée pour une quatrième saison,, diffusée au printemps 2016. Le 16 juin 2016, la série est renouvelée pour une cinquième et dernière saison, diffusée au printemps 2017.

### Tournage
Tournée à Toronto au Canada, la série fait référence à des quartiers de Scarborough. On y voit des plaques d'immatriculation de l'Ontario et le permis de conduire de Beth est aussi de l'Ontario. De l'argent canadien est utilisé, et un billet d'avion dans l'épisode pilote identifie bien l'aéroport international Pearson de Toronto. Cependant, dans le pilote, le métro voyageait vers la station fictive Huxley Station à New York. Le producteur Graeme Manson a expliqué que l'endroit est supposé être générique.

### Fiche technique
- Scénariste du pilote : Graeme Manson
- Réalisateur du pilote : John Fawcett
- Producteurs exécutifs : Ivan Schneeberg, David Fortier, Graeme Manson et John Fawcett
- Société de production : Temple Street Productions en association avec Space et BBC America.

Source et légende : version française (VF) sur DSD Doublage

## Épisodes
La série compte cinq saisons, totalisant cinquante épisodes.

## Accueil

### Audiences
La première diffusion du pilote a réuni 404 000 téléspectateurs au Canada et 1 026 000 téléspectateurs aux États-Unis.
Diffusée le 20 juin en France, elle réalise, selon Médiamétrie, 0 % de part de marché en première partie de soirée ne rassemblant que 9 000 personnes, ce qui est une première pour une chaîne de la TNT (et pour une chaîne de télévision française).

### Récompenses
- Critics' Choice Television Awards 2013 : meilleure actrice dans une série dramatique pour Tatiana Maslany[31]
- Television Critics Association Awards 2013 : meilleure actrice dans une série dramatique pour Tatiana Maslany[32]

## Œuvres dérivées
En mars 2019, Temple Street Productions développe une nouvelle série dérivée qui se situerait dans l'univers d’Orphan Black, pour la chaîne AMC. La série dérivée Orphan Black: Echoes sort en 2023 sur Stan puis en 2024 sur AMC. Elle se déroule en 2052, et on retrouve Kira Manning adulte dans les personnages principaux.